# لیگ عدالت: تاج و تخت آتلانتیس
لیگ عدالت: تاج و تخت آتلانتیس (انگلیسی: Justice League: Throne of Atlantis) یک فیلم ویدئویی پویانمایی در سبک ابرقهرمانی به کارگردانی ایتن اسپالدینگ است که در سال ۲۰۱۵ منتشر شد.

## خلاصه داستان
در حال گشت‌زنی در اقیانوس اطلس، تمام خدمه زیردریایی هسته‌ای یواس‌اس کالیفرنیا توسط یک مهاجم ناشناس کشته می‌شوند. در آزمایشگاه‌های اس.تی.ای.آر، مقر اصلی لیگ عدالت، سایبورگ از این خبر توسط سرهنگ استیو ترور مطلع می‌شود. او از طریق یک بوم تیوب به زیردریایی منتقل می‌شود، رد دست‌هایی روی بدنه پیدا می‌کند و متوجه می‌شود که موشک‌های هسته‌ای ناپدید شده‌اند. سایبورگ، فلش، شزم، سوپرمن، زن شگفت‌انگیز، گرین لنترن و بتمن، زیردریایی بازیابی شده را بررسی می‌کنند. دیانا دشمن را جنگجویان آتلانتیس معرفی می‌کند، موجوداتی که توسط نیزه جادویی پادشاهشان به موجودات دریایی تبدیل شده‌اند. بتمن و سوپرمن تصمیم می‌گیرند با استفان شین، متخصص آتلانتیس، ملاقات کنند.